# Darstellungstheorie der sl(2,C)
Die Darstellungstheorie der Lie-Algebra {\displaystyle {\mathfrak {sl}}(2,\mathbb {C} )} ist von grundlegender Bedeutung in Mathematik und Physik. In der Mathematik ist sie der einfachste Fall in der Klassifikation der Darstellungen halbeinfacher Lie-Algebren, in der Physik spielt sie eine zentrale Rolle in der Quantenmechanik, weil sie die Darstellungen der Drehimpulsalgebra klassifiziert.

## Die Lie-Algebra
{\displaystyle {\mathfrak {sl}}(2,\mathbb {C} )} ist die Lie-Algebra der {\displaystyle (2\times 2)}-Matrizen mit Spur {\displaystyle 0}. Sie wird (als komplexer Vektorraum) aufgespannt von den Matrizen
{\displaystyle X={\begin{pmatrix}0&1\\0&0\end{pmatrix}}\;\;\;\;Y={\begin{pmatrix}0&0\\1&0\end{pmatrix}}\;\;\;\;\;\;\;H={\begin{pmatrix}1&0\\0&-1\end{pmatrix}}},
diese genügen den Relationen
{\displaystyle [X,Y]=H\;\;\;\;[H,X]=2X\;\;\;\;[H,Y]=-2Y}
In der Quantenmechanik berechnet man Eigenwerte des Drehimpulsoperators {\displaystyle L={\tfrac {h}{i}}x\times \nabla }, wobei {\displaystyle x} Multiplikation mit den Ortskoordinaten und {\displaystyle \nabla } die Ableitung nach den Ortskoordinaten bezeichnet. Seien {\displaystyle L_{x},L_{y},L_{z}} die drei Komponenten von {\displaystyle L} und {\displaystyle L_{\pm }=L_{x}\pm iL_{y}}, dann gilt {\displaystyle \left[L_{z},L_{\pm }\right]=\pm hL_{\pm }} und {\displaystyle \left[L_{+},L_{-}\right]=2hL_{z}}. Nach einer passenden Skalierung der Basisvektoren ist die Drehimpulsalgebra also isomorph zu {\displaystyle {\mathfrak {sl}}(2,\mathbb {C} )}.

## Endlich-dimensionale Darstellungen
Wir betrachten im Folgenden {\displaystyle \mathbb {C} }-lineare Darstellungen, für die Klassifikation {\displaystyle \mathbb {R} }-linearer Darstellungen von {\displaystyle {\mathfrak {sl}}(2,\mathbb {C} )}, siehe Darstellungstheorie der Lorentz-Gruppe.
Weil {\displaystyle {\mathfrak {sl}}(2,\mathbb {C} )} eine halbeinfache Lie-Algebra ist, sind ihre Darstellungen nach dem Satz von Weyl vollständig reduzibel, d. h. jede Darstellung lässt sich als direkte Summe irreduzibler Darstellungen zerlegen. Es genügt deshalb, irreduzible Darstellungen zu klassifizieren.

### Irreduzible Darstellungen
Es stellt sich heraus, dass es zu jeder natürlichen Zahl {\displaystyle m} eine bis auf Isomorphie eindeutige irreduzible {\displaystyle (m+1)}-dimensionale Darstellung {\displaystyle V_{m}} der {\displaystyle {\mathfrak {sl}}(2,\mathbb {C} )} gibt. Diese ist bestimmt durch eine Basis {\displaystyle \left\{v_{0},\ldots ,v_{m}\right\}} mit den folgenden Eigenschaften:
- {\displaystyle hv_{i}=(m-2i)v_{i}} für {\displaystyle i=0,\ldots ,m}
- {\displaystyle xv_{0}=0,yv_{m}=0}
- {\displaystyle xv_{i}=i(m-i+1)v_{i-1}} für {\displaystyle i=1,\ldots ,m}
- {\displaystyle yv_{i}=v_{i+1}} für {\displaystyle i=0,\ldots ,m-1}

(Hierbei bezeichnen {\displaystyle h,x,y\in {\mathfrak {gl}}(V_{m})\simeq {\mathfrak {gl}}(m+1,\mathbb {C} )} die Bilder von {\displaystyle H,X,Y\in {\mathfrak {sl}}(2,\mathbb {C} )} unter der Darstellung.)

#### Beweis
Man rechnet leicht nach, dass durch obige Eigenschaften eine wohl-definierte Darstellung von {\displaystyle {\mathfrak {sl}}(2,\mathbb {C} )} eindeutig festgelegt wird. Wir zeigen jetzt, dass jede irreduzible Darstellung von obiger Form ist.
Es sei {\displaystyle V} eine irreduzible Darstellung. Weil {\displaystyle \mathbb {C} } algebraisch abgeschlossen ist, gibt es einen Eigenvektor {\displaystyle v} von {\displaystyle h}, also
{\displaystyle hv=\lambda v}.
Aus {\displaystyle \left[h,x\right]=2x} folgt dann {\displaystyle hxv=(\lambda +2)xv}, also ist {\displaystyle xv} ein Eigenvektor von {\displaystyle h}
zum Eigenwert {\displaystyle \lambda +2}. Durch Induktion folgt, dass {\displaystyle x^{i}v} ebenfalls ein Eigenvektor zum Eigenwert {\displaystyle \lambda +2i} ist. Weil {\displaystyle h} nur endlich viele Eigenwerte hat, muss es ein minimales {\displaystyle i_{0}} mit {\displaystyle x^{i_{0}}v=0} geben. Setze {\displaystyle v_{0}=x^{i_{0}-1}v} und {\displaystyle v_{i}=y^{i}v_{0}} für {\displaystyle i\geq 1}. Aus {\displaystyle \left[h,y\right]=-2y} folgt, dass {\displaystyle v_{i}} Eigenvektor von {\displaystyle h} zum Eigenwert {\displaystyle \lambda +2(i_{0}-i-1)} ist. Es gibt also wieder ein minimales {\displaystyle m} mit {\displaystyle v_{m+1}=0} und die Vektoren {\displaystyle v_{0},\ldots ,v_{m}} sind linear unabhängig. Aus {\displaystyle \operatorname {Spur} (h)=\operatorname {Spur} (\left[x,y\right])=0} folgt {\displaystyle n=\lambda +2(i_{0}-1)} und damit die erste Behauptung. Die dritte Behauptung folgt durch vollständige Induktion:
{\displaystyle xv_{i+1}=xyv_{i}=hv_{i}+yxv_{i}=(n-2)v_{i}+i(n-i+1)v_{i}=(i+1)(n-i)v_{i}}.
Weil der von {\displaystyle v_{0},\ldots ,v_{m}} aufgespannte Unterraum invariant ist, muss er wegen der Irreduzibilität der Darstellung ganz {\displaystyle V} sein.

### Explizite Beschreibung
Die {\displaystyle (m+1)}-dimensionale Darstellung von {\displaystyle {\mathfrak {sl}}(2,\mathbb {C} )} lässt sich explizit angeben durch
{\displaystyle \left({\begin{array}{cc}1&0\\0&-1\end{array}}\right)\mapsto \operatorname {diag} (m,m-2,\ldots ,-m)},
{\displaystyle \left({\begin{array}{cc}0&1\\0&0\end{array}}\right)\mapsto \operatorname {diag} ^{+}(m,m-1,\ldots ,1)},
{\displaystyle \left({\begin{array}{cc}0&0\\1&0\end{array}}\right)\mapsto \operatorname {diag} ^{-}(1,2,\ldots ,m)},
wobei {\displaystyle \operatorname {diag} ^{+}(v)} bzw. {\displaystyle \operatorname {diag} ^{-}(v)} diejenigen Matrizen bezeichnet, deren erste Über- bzw. Unterdiagonale {\displaystyle v} ist und deren sonstige Einträge Null sind.
Zum Beispiel ist {\displaystyle V_{0}} die triviale Darstellung, {\displaystyle V_{1}} die kanonische Darstellung von {\displaystyle {\mathfrak {sl}}(2,\mathbb {C} )} auf {\displaystyle \mathbb {C} ^{2}} und {\displaystyle V_{2}} die adjungierte Darstellung.

### Darstellungen der Lie-Gruppe SL(2,C)
Nach dem Zweiten Lie’schen Satz entsprechen die Darstellungen der Lie-Algebra {\displaystyle {\mathfrak {sl}}(2,\mathbb {C} )} den Darstellungen der Lie-Gruppe {\displaystyle \operatorname {SL} (2,\mathbb {C} )}.
Eine explizite Beschreibung der {\displaystyle (m+1)}-dimensionalen Darstellung von {\displaystyle \operatorname {SL} (2,\mathbb {C} )} geht wie folgt. Es sei {\displaystyle V_{m}} der Vektorraum der komplexwertigen homogenen Polynome vom Grad {\displaystyle m} in zwei Variablen, also der von {\displaystyle x^{m},x^{m-1}y,\ldots ,xy^{m-1},y^{m}} aufgespannte komplexe Vektorraum. {\displaystyle A\in \operatorname {SL} (2,\mathbb {C} )} wirkt auf {\displaystyle V_{m}} durch {\displaystyle (AP)(x,y):=P(A^{-1}(x,y))}. Das definiert eine Darstellung
{\displaystyle \operatorname {SL} (2,\mathbb {C} )\to \operatorname {GL} (V_{m})\simeq \operatorname {GL} (m+1,\mathbb {C} )},
deren Differential im Einselement die oben konstruierte Darstellung
{\displaystyle {\mathfrak {sl}}(2,\mathbb {C} )\to {\mathfrak {gl}}(V_{m})\simeq {\mathfrak {gl}}(m+1,\mathbb {C} )}
ist.

### Satz von Clebsch-Gordan
Das Tensorprodukt zweier Darstellungen ist wieder eine Darstellung von {\displaystyle \operatorname {SL} (2,\mathbb {C} )}, welche sich dann in ihre irreduziblen Summanden zerlegen lässt. Der Satz von Clebsch-Gordan besagt im Fall von {\displaystyle \operatorname {SL} (2,\mathbb {C} )}, dass
{\displaystyle V_{m}\otimes V_{n}\simeq V_{m+n}\oplus V_{m+n-2}\oplus \ldots \oplus V_{m-n+2}\oplus V_{m-n}}
für alle natürlichen Zahlen {\displaystyle m\geq n} gilt.
Die Clebsch-Gordan-Koeffizienten finden ihre Verwendung in der Kopplung quantenmechanischer Drehimpulse. Es handelt sich dabei um Entwicklungskoeffizienten, mit denen man aus der Basis der Einzeldrehimpulse in die Basis des Gesamtdrehimpulses übergeht. Sie werden zur Berechnung der Spin-Bahn-Kopplung sowie im Isospin-Formalismus verwendet.

### Höchstes Gewicht
Darstellungen halbeinfacher Lie-Algebren werden durch ihr höchstes Gewicht klassifiziert. Für Darstellungen {\displaystyle \pi } von {\displaystyle {\mathfrak {sl}}(2,\mathbb {C} )} ist das höchste Gewicht der größte Eigenwert von {\displaystyle \pi \left({\begin{array}{cc}1&0\\0&-1\end{array}}\right)}. Die {\displaystyle (m+1)}-dimensionale Spin{\displaystyle -{\frac {m}{2}}-}Darstellung hat also höchstes Gewicht {\displaystyle m}.